# 引田 (市原市)
引田（ひきた）は、千葉県市原市の五井地区にある大字。郵便番号は290-0256。

## 概要
千葉県市原市の五井地区にある大字である。水田や果樹園なども点在する耕作地帯である。有秋地区と三和地区との境界に位置する。

## 地理
北は宮原及び神代、東は新生、南は立野、西は今富と接する。

## 歴史

### 地名の由来
「低（ひく）」・「処（た）」の転訛で低地と言う意味。。

### 沿革
- 1963年5月1日 - 市原市市制施行に伴い市原市五井地区の一部となる[5]。

## 世帯数と人口
2022年4月1日現在の世帯数と人口は以下の通りである。
| 町丁字 | 世帯数 | 人口  |
| ------ | ------ | ----- |
| 引田   | 51世帯 | 120人 |

## 通学区域
市立小中学校及び県立高校へ通学する場合の通学区域は以下の通りである。
| 町丁字 | 番地 | 小学校               | 中学校             | 県立高校 |
| ------ | ---- | -------------------- | ------------------ | -------- |
| 引田   | 一部 | 市原市立海上小学校   | 市原市立東海中学校 | 第9学区  |
| 引田   | 一部 | 市原市立光風台小学校 | 市原市立双葉中学校 | 第9学区  |

## 施設
- 新東京サーキット
- ムーンレイクゴルフクラブ市原コース（一部）
- 万代城跡
- 引田城跡